# Circondario di Tarantasia
Il circondario di Tarantasia era uno dei circondari in cui era suddivisa la provincia di Ciamberì del Regno di Sardegna. Prendeva nome dalla regione della Tarantasia.

## Storia
In seguito all'annessione della Lombardia dal Regno Lombardo-Veneto al Regno di Sardegna (1859), fu emanato il decreto Rattazzi, che riorganizzava la struttura amministrativa del Regno, suddiviso in province, a loro volta suddivise in circondari. Il circondario di Tarantasia fu creato come suddivisione della provincia di Ciamberì.
Il circondario di Tarantasia ebbe vita breve: venne soppresso nel 1860, con la cessione della Savoia alla Francia.

## Suddivisione
Il circondario di Tarantasia era diviso nei mandamenti di Moûtiers, Bourg-Saint-Maurice, Aime e Bozel.